# John Harlow
John Harlow (19 de agosto de 1896 – 1977) foi um diretor de cinema britânico, ativo entre as décadas de 1930 e 1950.

## Filmografia selecionada
- 1933: My Lucky Star
- 1934: Master and Man
- 1941: Spellbound
- 1942: This Was Paris'
- 1943: The Dark Tower
- 1944: Candles at Nine
- 1944: Headline
- 1945: The Agitator
- 1945: Meet Sexton Blake
- 1945: The Echo Murders
- 1946: Appointment with Crime
- 1947: Green Fingers
- 1947: While I Live
- 1949: Old Mother Riley's New Venture
- 1950: Old Mother Riley Headmistress
- 1953: Those People Next Door
- 1953: The Blue Parrot
- 1954: Dangerous Cargo
- 1954: Delayed Action